# Sutton-on-the-Forest
Sutton-on-the-Forest es una localidad situada en el condado de Yorkshire del Norte, en Inglaterra (Reino Unido), con una población estimada a mediados de 2016 de 535 habitantes.
Se encuentra ubicada al norte de la región Yorkshire y Humber, cerca de la frontera con la región Nordeste de Inglaterra, de los montes Peninos, de la costa del mar del Norte y de las ciudades de York y Northallerton —la capital del condado—.